# I frid och värdighet
I frid och värdighet är en svensk TV-film från 1979 i regi av Gun Jönsson. 

## Om filmen
Filmen beställdes av Sveriges Television AB TV2 och premiärvisades 28 mars 1979 på TV2. Manusförlaga var Inez Holms pjäs I frid och värdighet.

## Roller i urval
- Åke Wästersjö - Erik Levin
- Birgit Rosengren - Ulrika
- Bertil Sjödin - Daniel Berg
- Mimi Pollak - Elin Gustavsson
- Martha Colliander - Jenny Holtz
- Silvija Bardh - syster Edith
- Gunhild Qvarsebo - Eva, Ulrikas dotter
- Eric Gustafson - Simon
- Berth Söderlundh - Widell
- Håkan Westergren - Aronsson
- Tytte Johnsson - Lena, biträde
- Stefan Persson - Henrik, Levins son
- Birgitta Björck - syster Gudrun
- Kerstin Svedberg - syster Susanne